# Sítios palafíticos pré-históricos em redor dos Alpes
Os Sítios palafíticos pré-históricos em redor dos Alpes são os vestígios de habitações pré-históricas lacustres (palafitas) que se encontram em volta dos lagos e pântanos dos Alpes e do arco alpino e se encontram na Alemanha, Áustria, França, Itália, Eslovénia e Suíça.
Num total de 111, estes sítios entraram no Património Mundial da UNESCO em 2011 e 56 deles encontram-se na Suíça.
A presença do Homem no arco alpino está confirmado a partir do Paleolítico Médio (há cerca de 100000 anos).